# Elachista dumosa
Elachista dumosa — вид лускокрилих комах родини злакових молей-мінерів (Elachistidae).

## Поширення
Вид поширений в Європі. Виявлений у Північній Македонії та Україні.